# Jörg Michael
Jörg Michael (Dortmund, 27 marzo 1963) è un batterista metal tedesco, famoso per essere stato membro della band power metal finlandese Stratovarius.

## Biografia
Da adolescente le sue influenze maggiori furono Roger Taylor dei Queen, Ian Paice dei Deep Purple, Keith Moon dei The Who, John Bonham dei Led Zeppelin.
Fin dalle prime esibizioni Jörg ha mostrato nuovi sound e nuovi stili di esecuzione del suo strumento. Quando iniziò con le prime band suonava con una sola cassa, successivamente cominciò ad utilizzare la doppia cassa. Dopo brevi trascorsi discografici con tante band thrash/power metal viene notato dal chitarrista degli Stratovarius, Timo Tolkki, che lo assume nella band nel 1995. Il suo stile veloce e tecnico basato su un uso intenso della doppia cassa fu essenziale per il successo della band.
Il 18 novembre 2010 gli fu diagnosticato un tumore alla tiroide e fu costretto ad interrompere qualsiasi attività musicale per dedicarsi alle cure. Nel 2011 suonò l'ultimo tour con gli Stratovarius,il "Farewell Jorg Tour", in seguito venne sostituito in un primo momento da Alex Landemburg e poi definitivamente da Rolf Pilve.
Nel 2012, dopo essere guarito dal tumore, rimase negli Stratovarius come organizzatore di concerti; in seguito è tornato a suonare con le nuove band Devil's Train e Heavatar

## Stile
Il suo stile è molto veloce e tecnico. Le sue esecuzioni sono caratterizzate da continui cambi di tempo e da un uso intenso della doppia cassa.

## Discografia

### Con gli Avenger
- 1984 - Prayers of Steel
- 1985 - Depraved to Black

### Con i Rage
- 1986 - Reign of Fear
- 1987 - Execution Guaranteed
- 1995 - 10 Years in Rage

### Con Der Riss
- 1986 - They All Do What Their Image Says

### Con i 100 Names
- 1986 - 100 Names

### Con i The Raymen
- 1986 - Going Down to Death Valley
- 1995 - The Rebel Years (best of)

### Con i Metal Sword
- 1986 - Metal Sword

### Con i Mekong Delta
- 1986 - Mekong Delta
- 1988 - The Music of Erin Zann
- 1989 - Toccata
- 1989 - Principle of Doubt
- 1990 - Dances of Death
- 1993 - Classics

### Con X-Mas Project
- 1986 - X-Mas Project

### Con Tom Angelripper
- 1988 - Ein Schöner Tag

### Con Axel Rudi Pell
- 1989 - Wild Obsession
- 1990 - Nasty Reputation
- 1992 - Eternal Prisoner
- 1993 - The Ballads
- 1994 - Between the Walls
- 1995 - Made in Germany-Live
- 1996 - Black Moon Pyramid
- 1997 - Magic
- 1998 - Oceans of Time
- 1999 - The Ballads 2

### Con Laos
- 1989 - Laos
- 1990 - We Want It
- 1993 - More than a Feeling
- 1993 - Come Tomorrow

### Con Headhunter
- 1990 - Parody of Life
- 1993 - A Bizarre Gardening Accident
- 1994 - Rebirth
- 2008 - Parasite of Society

### Con Schwarzarbeit
- 1990 - Third Album

### Con i Grave Digger
- 1993 - The Reaper
- 1994 - Symphony of Death

### Con i Running Wild
- 1994 - Black Hand Inn
- 1995 - Masquerade
- 1998 - The Rivalry

### Con Glenmore
- 1994 - For the Sake of Truth

### Con gli House of Spirits
- 1994 - Turn of the Tide
- 1999 - Psychosphere

### Con gli Unleashed Power
- 1997 - Mindfailure
- 1999 - Absorbed

### Con Andreas Butler
- 1995 - Achterbahn Fahrn

### Con gli Stratovarius
- 1996 - Episode
- 1997 - Visions
- 1998 - Visions of Europe
- 1998 - Destiny (Stratovarius)
- 1999 - The Chosen Ones
- 1999 - Infinite
- 2000 - Intermission
- 2002 - Elements Pt. 1
- 2003 - Elements Pt. 2
- 2005 - Stratovarius
- 2009 - Polaris
- 2010 - Polaris Live
- 2011 - Elysium

### Con gli Avalon
- 1997 - Mystic Places

### Con Die Herzensbrecher
- 1998 - Seid Glücklich Und Mehret Euch

### Con Andy & The Traceelords
- 1998 - Pussy!

### Con Beto Vázquez Infinity
- 2001 - Beto Vázquez Infinity

### Con i Saxon
- 2004 - Lionheart

### Con i Kaledon
- 2005 - Legend of the Forgotten Reign - Chapter III: The Way of the Light

### Coi Devil's Train
- 2012 - Devil's Train
- 2015 - Two

### Con gli Heavatar
- 2012 - Opus 1;All my Kingdoms
- 2018 - Opus 2;The Annihilation